# Кугутка
Кугу́тка — река в Петровском районе Ставропольского края России. Длина реки 22 км. Площадь водосборного бассейна — 114 км².
Исток реки находится на северной окраине села Константиновское. Река Кугутка является левым притоком реки Калаус, впадая в него в черте Светлограда. В нижнем течении пересыхает.